# Dmitrij Bystrolotow
Dmitrij Aleksandrowicz Bystrolotow (ros. Дмитрий Александрович Быстролётов, ps. Hans i Andriej; ur. 22 grudnia 1900?/4 stycznia 1901 w guberni taurydzkiej, zm. 3 marca 1975 w Moskwie) – funkcjonariusz INO NKWD, jeden z czołowych agentów wywiadu nielegalnego NKWD. Należał do grupy szczególnie zasłużonych dla wywiadu NKWD (INO), których portrety zawieszono w tajnej izbie pamięci w siedzibie Pierwszego Zarządu Głównego KGB w Jasieniewie, obecnej centrali Służby Wywiadu Zagranicznego Federacji Rosyjskiej.

## Pochodzenie
Urodzony w krymskiej wiosce Akczora w 1901 r., był nieślubnym synem Kozaczki z Kubania i nieznanego ojca. Sam utrzymywał, że jego ojcem był Aleksander Nikołajewicz Tołstoj, brat powieściopisarza Aleksieja Tołstoja.

## Tułaczka
W 1919 r. skończył szkołę i zamustrował się na Rion, remontowany wówczas w Noworosyjsku. Po wieloletniej tułaczce, podczas której m.in. służył we flocie handlowej, ukrywając się na różnych statkach dostał się do Turcji. Stamtąd po ciężkiej chorobie pod koniec 1922 r. za pomocą Czerwonego Krzyża przedostał się do Czechosłowacji. Po krótkim pobycie w tym kraju postanowił wrócić do ojczyzny (już wówczas ZSRR) i zgłosił się do miejscowego konsula, z pomocą którego wyjechał do Leningradu, gdzie po przyjeździe rozpoczął służbę we Flocie Bałtyckiej. Tam po pewnym czasie trafił do obozu jenieckiego w Wielkich Łukach i do Sewastopola. Następnie w drodze z Sewastopola do Batumi spotkał dwóch komunistów, którzy opowiadali, jak rewolucja powinna odbudować kraj. Zachęcony do wspierania sprawy przez niszczenie jej wrogów, podjął długą i niebezpieczną podróż przez Bułgarię, Jugosławię i Węgry do Pragi, gdzie, jak mu powiedziano, koncentrowała się walka podziemna. Po przybyciu do Pragi i odmowie współpracy miejscowego radzieckiego konsula, Bystrolotow zamieszkał w schronisku dla uchodźców i podjął pracę na cmentarzu. W tym okresie zaczął studiować medycynę na uniwersytecie i wkrótce stał się główną postacią związków studenckich, tym samym zwracając na siebie uwagę praskiej rezydentury OGPU.

## Współpraca z rezydenturą OGPU
Bystrolotow początkowo nie pracował dla OGPU, lecz był wykorzystywany w różnych intrygach przeciwko miejscowym ośrodkom emigracyjnym przez agenturę tej instytucji. W 1924 r. kilkakrotnie został aresztowany i groziła mu deportacja, lecz miejscowy rezydent OGPU Dnieprow ułatwił mu podjęcie pracy w radzieckiej misji handlowej i zarekomendował jako kandydata na pracownika kadrowego.

## Praca w OGPU

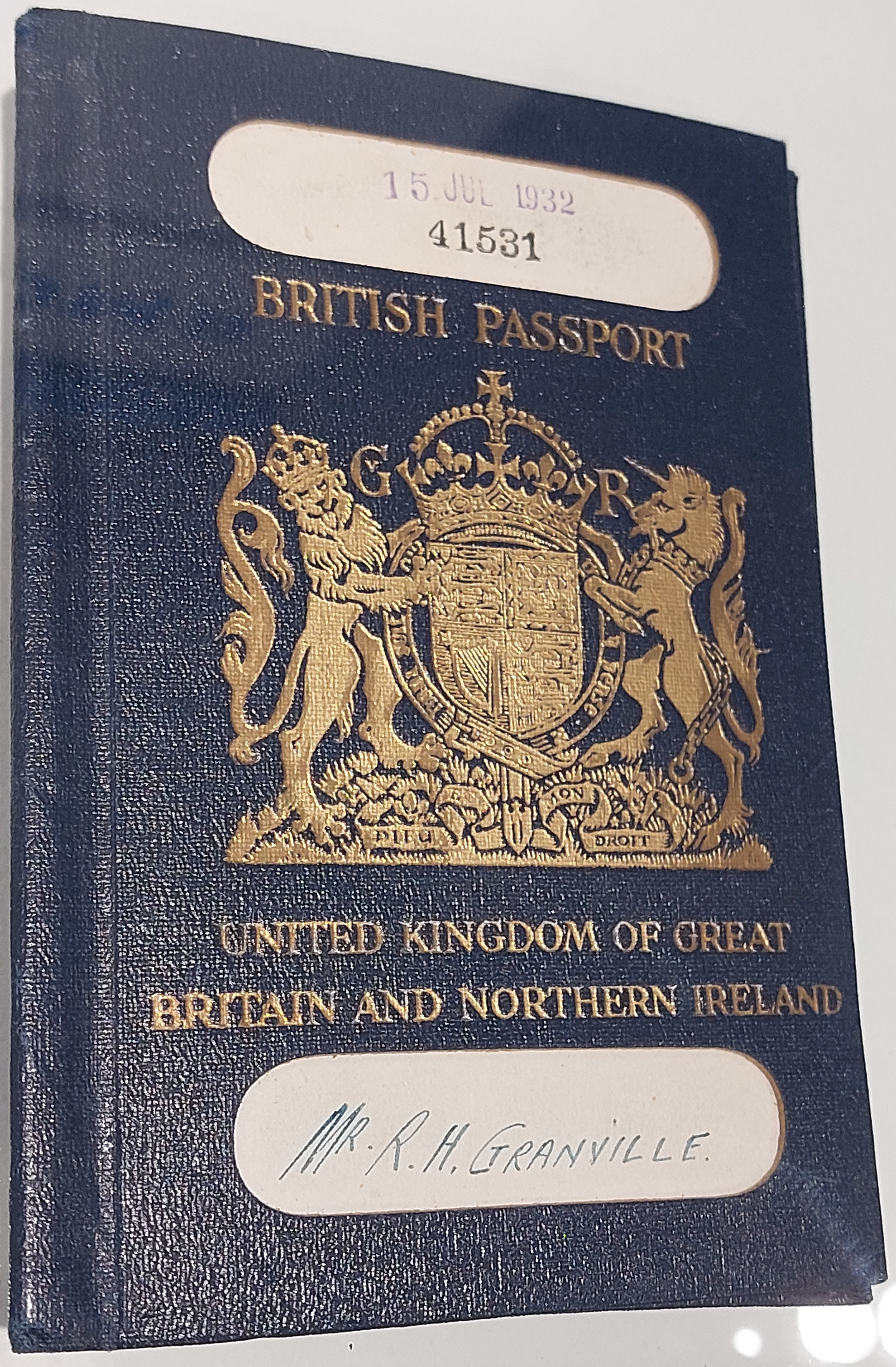
Brytyjski paszport Bystrolotowa na nazwisko Robert Hubner Granville

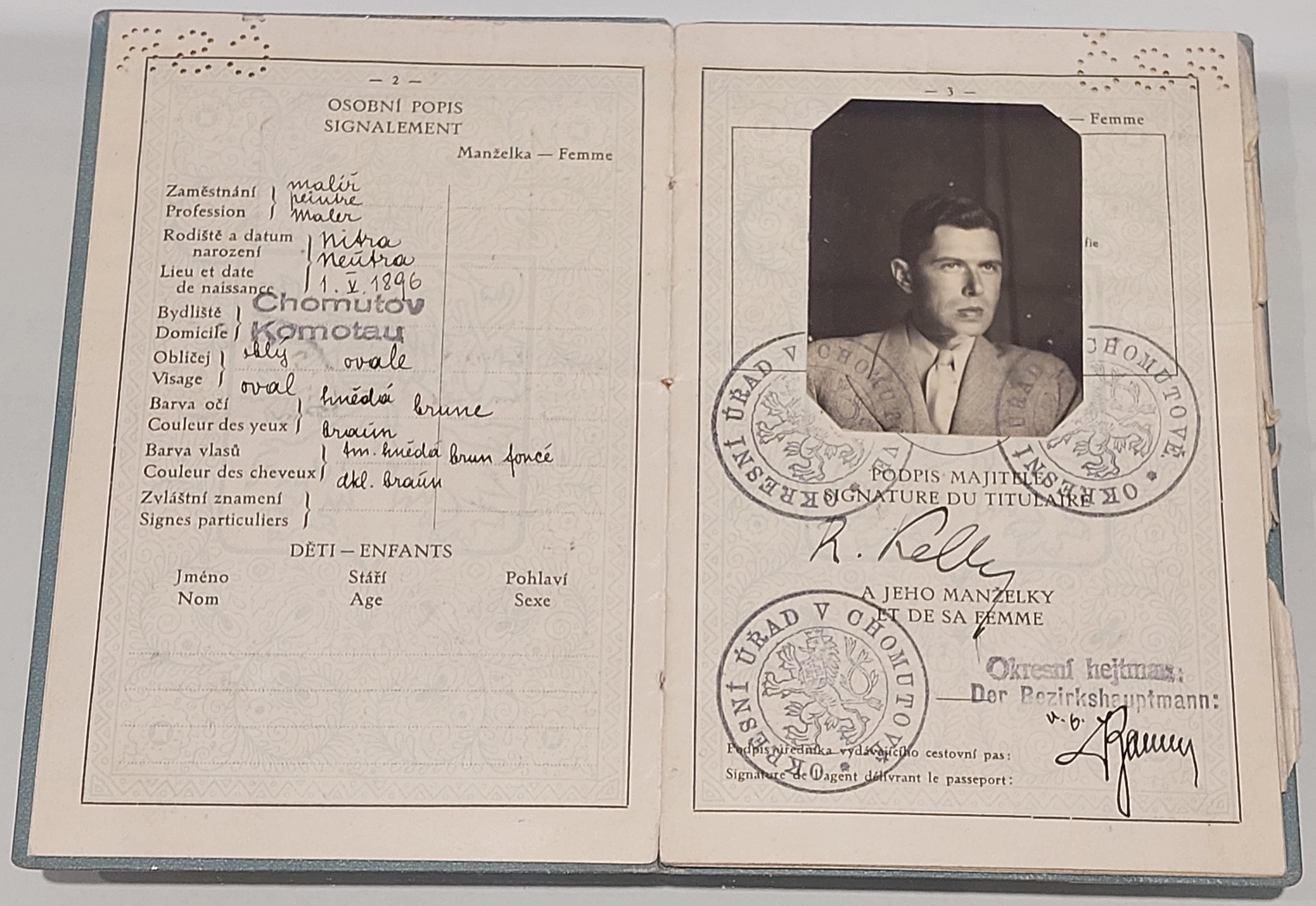
Czechosłowacki paszport Bystrolotowa na nazwisko Robert Kelly

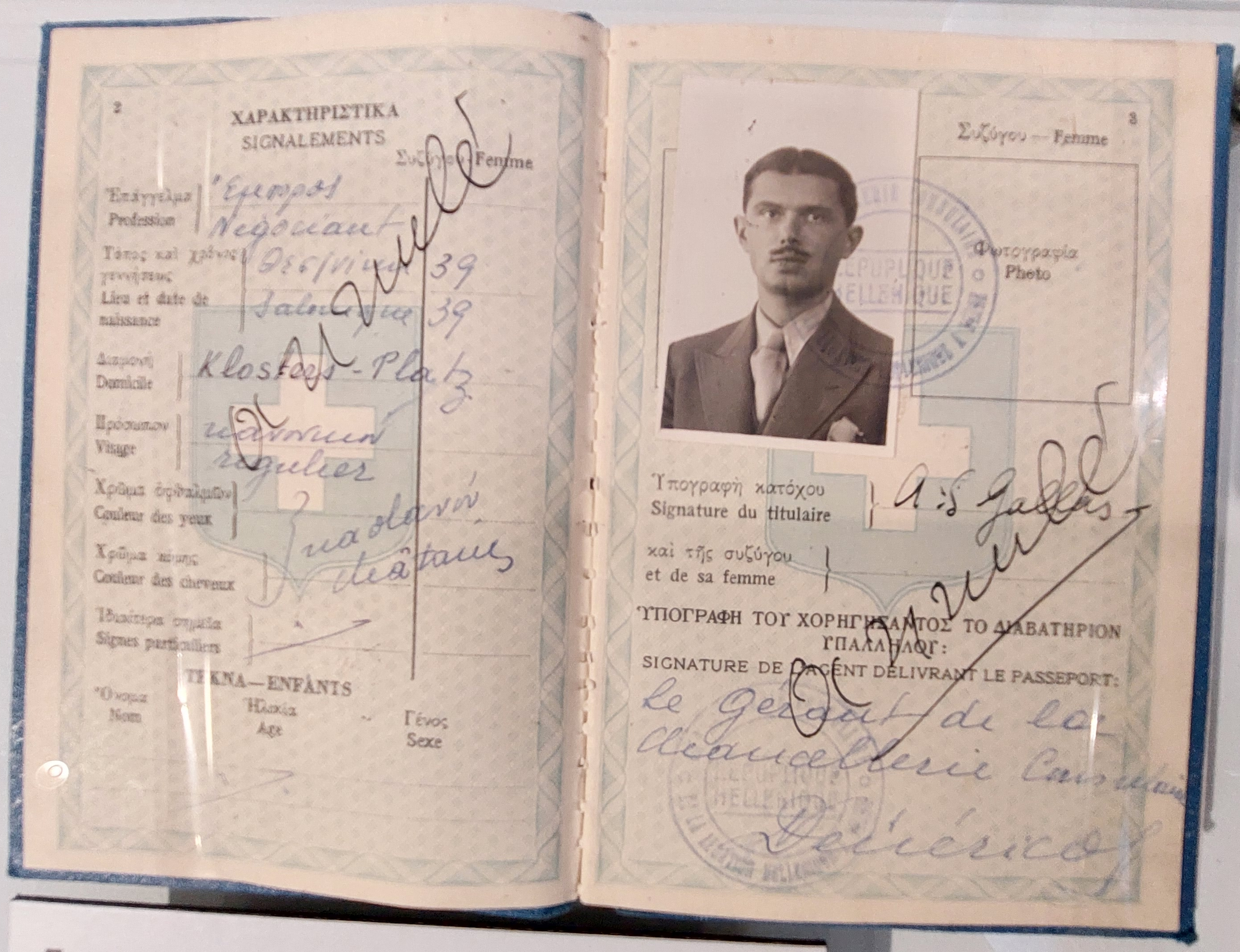
Grecki paszport Bystrolotowa na nazwisko Aleksandras Gallas

W kwietniu 1925 r. Bystrolotow został wysłany do Moskwy, rzekomo w roli delegata na I Kongres Studentów Proletariackich. Tam przeprowadził z nim rozmowy przyszły naczelnik INO OGPU Artur Artuzow. Po odpowiednim przeszkoleniu Bystrolotow wrócił do Pragi, gdzie prowadził działalność wywiadowczą w obiektach przemysłowych, jak zakłady Škoda. Wówczas zaczął swoje werbunki, co ułatwiała mu znajomość kilku języków. W Pradze w 1927 r. poznał 29-letnią pracownicę ambasady francuskiej, której w OGPU nadano pseudonim Laroche. Przez następne dwa lata dostarczała kochankowi szyfry dyplomatyczne i kopie tajnej korespondencji placówki. W 1928 r. Bystrolotow ukończył studia i otrzymał doktorat z prawa, awansował także na szefa sekcji informacyjnej misji handlowej. Kolejnym udanym jego werbunkiem był Anglik, syn dyplomaty wyższej rangi, który był zatrudniony jako nauczyciel urzędników Ministerstwa Spraw Zagranicznych (Foreign Office) wyjeżdżających na placówkę do Związku Radzieckiego. Kandydat na agenta pracował w szkole języków obcych prowadzonej przez generała Inostrancera w jego mieszkaniu, które Bystrolotow poddał obserwacji, by zidentyfikować wszystkich przychodzących. Wśród nich znalazł się porucznik Królewskiej Marynarki Wojennej (Royal Navy), wraz z żoną, wyznaczony na placówkę do Moskwy.

## Sprawa Arno
Pod koniec 1929 roku próbował zwerbować sekretarza Związku Przemysłów Czeskich, wręczając mu niezbyt dyskretnie plik banknotów. Zdenerwowany i urażony Czech napluł mu w oczy i wybiegł z budynku. Skompromitowany Bystrolotow musiał opuścić Pragę. Po pewnym czasie pojawił się w Niemczech w roli nielegała o pseudonimie Andriej (później Hans). Po zdobyciu paszportu od gdańskiego fałszerza Bystrolotow wcielił się w greckiego biznesmena o nazwisku Alexander S. Gallas i wraz z radzieckim nielegałem o ps. Kin prowadził tzw. sprawę Arno, polegającą na próbie zwerbowania kapitana Ernesta Hollowaya Oldhama, Anglika pracującego w Ministerstwie Spraw Zagranicznych (Foreign Office) Wielkiej Brytanii. Zajmując się tą sprawą, podróżował za nim kolejno do Budapesztu, Paryża i Londynu, gdzie podając się za węgierskiego szlachcica i uwodząc jego żonę, uzyskał informacje, że jej mąż jest alkoholikiem z długami. Już wkrótce Arno (kpt. Ernest H. Oldham) dostarczał tak cenne informacje, że w listopadzie 1932 roku centrala OGPU nagrodziła go pistoletem z inskrypcją „Za nieugiętą walkę z kontrrewolucją od Prezydium OGPU”.
Rok później Arno został zwolniony z pracy w MSZ po nieudanym leczeniu oraz próbie uduszenia żony (w centrali INO-OGPU nosiła pseudonim Madam), a następnie popełnił samobójstwo. Tuż po jego śmierci kontrwywiad brytyjski rozpoczął śledztwo w sprawie jego wysokich dochodów, lecz dzięki dezinformacji radzieckiego wywiadu oraz pracy samego Bystrolotowa MI5 był przekonany, że ma do czynienia ze szpiegiem niemieckim. Po śmierci Arno i rozpoczęciu śledztwa w jego sprawie Bystrolotow musiał opuścić Londyn.

## Genewa i Berlin
Po opuszczeniu Wielkiej Brytanii Bystrolotow przyjechał do Szwajcarii, gdzie odniósł wiele kolejnych sukcesów wraz z Borisem Bazarowem (ps. „Kin”) oraz innym radzieckim wywiadowcą, Theodorem Mallym, w werbowaniu osób pracujących w brytyjskim MSZ. W połowie lat trzydziestych przeniósł się do Berlina, gdzie także odnosił sukcesy.

## Czystki stalinowskie i aresztowanie
Pod koniec lat trzydziestych Bystrolotow wrócił do Moskwy, gdzie właśnie w Armii Czerwonej, GRU i NKWD przetaczała się tzw. czystka stalinowska. Nagle zmarł ówczesny naczelnik wywiadu zagranicznego (INO) Abram Słucki – został zaproszony do gabinetu zastępcy ówczesnego szefa NKWD Nikołaja Jeżowa, Michaiła Frinowskiego, potem wyniesiono jego ciało, oświadczając, że zmarł na zawał serca. Prawdopodobnie został otruty kwasem cyjanowodorowym. Mniej więcej w tym samym czasie odbywał się proces pokazowy Gienricha Jagody, byłego szefa NKWD, który przyznał się do współpracy z wywiadami Niemiec, Japonii i Polski oraz do otrucia swego byłego przełożonego, szefa OGPU Wiaczesława Mienżynskiego i próby otrucia swojego następcy Nikołaja Jeżowa. Do końca 1938 r. kolejni naczelnicy INO padli ofiarami czystki – Zelman Pasow i Siergiej Szpigelglas zostali uznani za wrogów ludu i rozstrzelani w piwnicach Łubianki.
Wywiad wojskowy GRU oraz wywiad zagraniczny NKWD pogrążyły się w takim chaosie, że przez następne 127 dni nie przekazano Stalinowi ani jednego meldunku wywiadowczego.
W 1937 r. Bystrolotow został wysłany do Berlina, żeby nawiązać kontakt z radzieckim agentem w sztabie generalnym Wehrmachtu. Po latach opowiadał, że przed wyjazdem przyjął go sam Nikołaj Jeżow i uściskał ze słowami: „Czuj się dumny. Powierzamy ci jedno z naszych najlepszych źródeł. Towarzysz Stalin i ojczyzna nigdy o tobie nie zapomną.”
Na początku 1938 r. został jednak zawieszony w obowiązkach i przeniesiony do Moskiewskiej Izby Handlowej, gdzie pracował do czasu aresztowania we wrześniu. Nie mogąc znieść tortur i przekonany, że zostanie zakatowany na śmierć, podpisał podyktowane obciążające zeznania. W 1939 r. został skazany na 20 lat więzienia.

## Obóz pracy i zwolnienie
Następne 15 lat (1939–1954) Bystrolotow spędził w syberyjskim łagrze, jak tysiące innych radzieckich oficerów Armii Czerwonej i wywiadu, za przestępstwa, których nie popełnił. Został zwolniony w 1954 roku, jednak zanim go zwolniono, żona, która została zesłana do łagru za sam fakt, że miała męża uznanego za wroga ludu, popełniła samobójstwo, podrzynając sobie gardło kuchennym nożem, zaś jego matka otruła się.
Po wyjściu na wolność Bystrolotow pisał wspomnienia o swoich doświadczeniach w pracy w wywiadzie radzieckim w latach dwudziestych i trzydziestych. Zmarł w Moskwie w marcu 1975 roku.